# Краљевство Словена
Краљевство Словена (итал. Il Regno de gli Slavi) је једино историографско дело Мавра Орбина, објављено 1601. године, на италијанском језику. Дело је посвећено историји Словена, а настало је са циљем да се италијанској и широј западној публици представи прошлост Јужних Словена, првенствено Срба и Хрвата.

## Дело
Одмах пошто је књига објављена, уследио је низ скандала у вези са њом. Издање је врло брзо, већ од 1603, било уписано у Индекс забрањених књига, а као разлог је наведено „коришћење забрањених некатоличких аутора и њихових радова”. Године 1722. по личном наређењу Петра I део ове књиге је преведен на руски језик.
Мавро Орбини је био Србин католик, објављивањем књиге имао је за циљ уздизање и буђења осећаја заједништва међу Словенима од Јадрана до Северног мора и Волге. Разлог за то су текући догађаји у време његовог живота чији је био сведок – владавина првог руског цара Ивана Грозног, стварање Руског царства, убиство Мехмед-паше Соколовића и вешање Шејтаноглуа. Затим, судбином Османског царства управља Султанија Нурбану и Косем, односно – Млечани и Грци.